# دی‌متیل تتراکلروترفتالات
دی‌متیل تتراکلروترفتالات (به انگلیسی: Dimethyl tetrachloroterephthalate) یک ترکیب شیمیایی با شناسه پاب‌کم ۲۹۴۳ است. 